# Oberzeiring
Oberzeiring – dawna gmina targowa położona w Austrii, w kraju związkowym Styria, w powiecie Murtal o powierzchni 38 km² i zamieszkiwana przez 849 osób (31 października 2011). 1 stycznia 2015 została rozwiązana, a jej teren połączono z gminami Bretstein, Sankt Johann am Tauern oraz Sankt Oswald-Möderbrugg tworząc gminę Pölstal. Gmina jest znana z kopalni srebra z XIII wieku a także z wydobycia aragonitu błękitnego. Eksploatacja złóż dotyczy jedynie przeszłości, aktualnie miejscowość znana jest jako cel turystyczny. Znajdują się tutaj również sztolnie lecznicze oraz kościół pw. św. Mikołaja ( Hl. Nikolaus) - wczesnogotycki, wzniesiony w średniowieczu.